# زوج قواعد ووبل

أزواج قواعد ووبل للإنوسين وغوانين

أزواج قواعد ووبل هو الازدواج بين نيوكليوتيدين في جزيء الحمض النووي الريبوزي، الذي لا يخضع لقوانين أزواج قواعد واطسون وكريك.

## روابط خارجية
- tRNA, the Adaptor Hypothesis and the Wobble Hypothesis
- Wobble base-pairing between codons and anticodons
- Genetic Code and Amino Acid Translation
- Information of Aminoacyl tRNA Synthetases
- Genomic tRNA Database